# Carl Craig
Carl Craig es un productor de música techno de Detroit, también DJ y músico estadounidense. Está considerado como uno de los nombres más significativos de la comunidad techno de Detroit en "términos artísticos, de influencia y de diversidad". Carl Craig se ha acercado al techno inspirándose en un amplio rango de géneros musicales, incluyendo el jazz y el soul.

## Carrera
Carl Craig ha publicado múltiples discos bajo un variado número de seudónimos como BFC, Psyche, Paperclip People, 69, Designer Music, Parametric o Tres Demented, y en varios grupos como Innerzone Orchestra, Urban Tribe o The Detroit Experiment. Es dueño de su propio sello discográfico, Planet E Communications, que además de su trabajo también ha publicado obras de otros productores de techno y house como Kevin Saunderson, Alton Miller y Moodymann.
Craig fue cocreador y director artístico del exitoso Detroit Electronic Music Festival en 2000 y 2001. Su despido por los organizadores del festival causó gran controversia en la comunidad techno de Detroit, dando lugar a una campaña en su favor. En 2001, Craig comenzó un proceso judicial contra el productor del festival, Pop Culture Media. Craig volvió como director artístico del festival para su edición de 2010, siendo entonces producido por Paxahau.

## Discografía

### Álbumes
- Carl Craig: Landcruising, 1995
- 69: The Sound of Music, 1995
- Paperclip People: The Secret Tapes of Doctor Eich, 1996
- Carl Craig: More Songs About Food and Revolutionary Art, 1997. Relacionado con el álbum de Talking Heads' de 1978 More Songs About Buildings and Food
- Innerzone Orchestra: Programmed, 1999
- Carl Craig: The Album Formerly Known As…, 2005
- Carl Craig & Moritz von Oswald: ReComposed, 2008

### Sencillos seleccionados y EP
- "No More Words" (12"), 1991
- 69: 4 Jazz Funk Greats (12" ep), 1991
- Paperclip People: "Throw" (12"), 1994
- "Science Fiction" (12"), 1995
- Paperclip People: "The Climax" (12"), 1995
- Paperclip People: "Floor" (12"), 1996
- "A Wonderful Life" (12"), 2002
- Just Another Day (12" ep), 2004
- "Sparkle / Home Entertainment" (12"), 2005
- "Darkness / Angel" (12"), 2006
- Paris Live (12"), 2007
- Unity (con Green Velvet), 2015

### DJ-mixes y recopilatorios
- DJ-Kicks: Carl Craig, 1996
- House Party 013: A Planet E Mix, 1999
- Designer Music Volume One, 2000. Recopilatorio de remixes
- Abstract Funk Theory, 2001
- Onsumothasheeat, 2001
- The Workout, 2002
- Fabric 25, 2005
- From the Vault: Planet E Classics Collection Vol. 1, 2006
- Sessions, 2008[7]
- BBC Radio 1 Essential Mix, 2011[8]

También ha participado en el proyecto de colaboraciones The Detroit Experiment (2002) y en Sun Ra Dedication: The Myth Lives on (2003).